# Сборная Чехии по теннису в Кубке Дэвиса
Сборная команда Чехии по теннису в Кубке Дэвиса (чеш. Daviscupový tým České republiky) — национальная сборная команда, представляющая Чешскую республику в Кубке Дэвиса — главном международном мужском командном соревновании по теннису. Обладатель Кубка Дэвиса 2012 и 2013 года; также является правопреемницей Сборной команды Чехословакии по теннису, завоевавшей Кубок Дэвиса в 1980 году.

## История
Теннисная сборная Чехословакии участвует в розыгрыше Кубка Дэвиса начиная с 1921 года. С момента создания Мировой группы в 1981 году сборная Чехословакии, а затем Чехии была одной из самых постоянных команд в ней, наряду с командами США и Швеции, только один сезон проведя в более низкой лиге.
В 1993 году, после распада Чехословакии, чешские теннисные сборные унаследовали место сборной Чехословакии в розыгрышах Кубка Дэвиса и Кубка Федерации, тогда как команды Словакии в первый год после раздела в этих соревнованиях не участвовали, а на следующий год начали с более низких уровней.
Своего наивысшего успеха сборная Чехословакии достигла в 1980 году, когда Иван Лендл и Томаш Шмид (а также Станислав Бирнер, Ян Кодеш и Павел Сложил, выступавшие на предварительных этапах) завоевали Кубок Дэвиса. В 1975 году чехословацкая сборная стала финалистом Кубка Дэвиса, а в 2009 году этот успех повторила сборная Чешской республики. За выход в финал Кубка Дэвиса 2009 года теннисная сборная была признана «командой года» в Чехии. В розыгрыше Кубка 2012 года чехи снова дошли до финала и во второй раз в истории одержали на своей площадке общую победу; в 2013 году Томаш Бердых и Радек Штепанек принесли чешской сборной второй титул подряд, а на следующий год дошли до полуфинала.

### Участие в финалах Кубка Дэвиса за историю
| Результат | Год  | Место проведения   | Команда                                           | Соперник в финале                                           | Счёт |
| --------- | ---- | ------------------ | ------------------------------------------------- | ----------------------------------------------------------- | ---- |
| Поражение | 1975 | Стокгольм, Швеция  | Чехословакия И. Гребец, В. Зедник, Я. Кодеш       | Швеция У. Бенгтсон, Б. Борг                                 | 2-3  |
| Победа    | 1980 | Прага, ЧССР        | Чехословакия И. Лендл, Т. Шмид                    | Италия К. Барадзутти, П. Бертолуччи, Д. Оклеппо, А. Панатта | 4-1  |
| Поражение | 2009 | Барселона, Испания | Чехия Т. Бердых, Л. Длоуги, Я. Гайек, Р. Штепанек | Испания Ф. Вердаско, Ф. Лопес, Р. Надаль, Д. Феррер         | 0-5  |
| Победа    | 2012 | Прага, Чехия       | Чехия Р. Штепанек, Т. Бердых                      | Испания Д. Феррер, Н. Альмагро, М. Гранольерс, М. Лопес     | 3-2  |
| Победа    | 2013 | Белград, Сербия    | Чехия Р. Штепанек, Т. Бердых                      | Сербия И. Бозоляц, Н. Джокович, Н. Зимонич, Д. Лайович      | 3-2  |

## Рекорды и статистика
Сборная Чехии — сообладатель рекорда продолжительности парной игры в современном теннисе: игра 2013 года между чешской и швейцарской парами длилась 7 часов и 1 минуту.

### Команда
- Самая длинная серия побед — 9 (сентябрь 2011—2013, включая победы над Аргентиной (дважды), Сербией (дважды), Румынией, Италией, Испанией, Швейцарией и Казахстаном)
- Самая крупная победа — Чехия — ЮАР, 1998 (5:0 по играм, 13:0 по сетам, 78:24 по геймам)
- Самый длинный матч — 15 часов 44 минуты (Чехия — Казахстан 2:3, 2011)
  - Наибольшее количество геймов в матче — 256 (Австралия — Чехословакия 3:2, 1948)
- Самая длинная игра — 7 часов 1 минута ( С. Вавринка / М. Кьюдинелли —  Т. Бердых / Л. Росол 4:6 7:5 4:6 7:6(3) 22:24, 2013)
  - Наибольшее количество геймов в игре — 91 ( С. Вавринка / М. Кьюдинелли —  Т. Бердых / Л. Росол 4:6 7:5 4:6 7:6(3) 22:24, 2013)
- Наибольшее количество геймов в сете — 46 ( С. Вавринка / М. Кьюдинелли —  Т. Бердых / Л. Росол 4:6 7:5 4:6 7:6(3) 22:24, 2013)

### Игроки
- Наибольшее количество сезонов в сборной — 15 (Ян Кодеш)
- Наибольшее количество матчей — 39 (Ян Кодеш)
- Наибольшее количество игр — 94 (Ян Кодеш 60-34)
  - в одиночном разряде — 58 (Ян Кодеш 39-19)
  - в парном разряде — 36 (Ян Кодеш 21-15)
- Наибольшее количество побед — 60 (Ян Кодеш 60-34)
  - в одиночном разряде — 40 (Родерих Менцель 40-12)
  - в парном разряде — 21 (Томаш Бердых 21—2, Ян Кодеш 21—15)
  - в составе одной пары — 16 (Т. Бердых / Р. Штепанек 16-2)
- Самый молодой игрок — 17 лет и 85 дней (Иржи Легечка, 1 февраля 2019)
- Самый возрастной игрок — 39 лет и 244 дня (Ладислав Жемла, 8 июля 1927)

## Состав в 2024 году
- Иржи Легечка
- Томаш Махач
- Якуб Меншик
- Адам Павласек

Капитан: Ярослав Навратил

## Недавние матчи

### 1/4 финала, 2023 год
| Австралия 2 | Palacio de Deportes José María Martín Carpena, Малага, Испания 22 ноября 2023 Хард(i) | Palacio de Deportes José María Martín Carpena, Малага, Испания 22 ноября 2023 Хард(i) | Чехия 1 |      |     |  |
| \| \| \| \| 1 \| 2 \| 3 \| \| \| - \| \| -------------------------------------------------------- \| --- \| ---- \| --- \| \| \| 1 \| \| Джордан Томпсон Томаш Махач \| 4 6 \| 5 7 \| \| \| \| 2 \| \| Алекс де Минор Иржи Легечка \| 4 6 \| 7 62 \| 7 5 \| \| \| 3 \| \| Макс Пёрселл / Мэттью Эбден Иржи Легечка / Адам Павласек \| 6 4 \| 7 5 \| \| \| |                                                                                       |                                                                                       |         |      |     |  |
| |                                                                                       |                                                                                       | 1       | 2    | 3   |  |
| 1 | Австралия · Чехия                                                                     | Джордан Томпсон Томаш Махач                                                           | 4 6     | 5 7  |     |  |
| 2 | Австралия · Чехия                                                                     | Алекс де Минор Иржи Легечка                                                           | 4 6     | 7 62 | 7 5 |  |
| 3 | Австралия · Чехия                                                                     | Макс Пёрселл / Мэттью Эбден Иржи Легечка / Адам Павласек                              | 6 4     | 7 5  |     |  |